# Ecténie

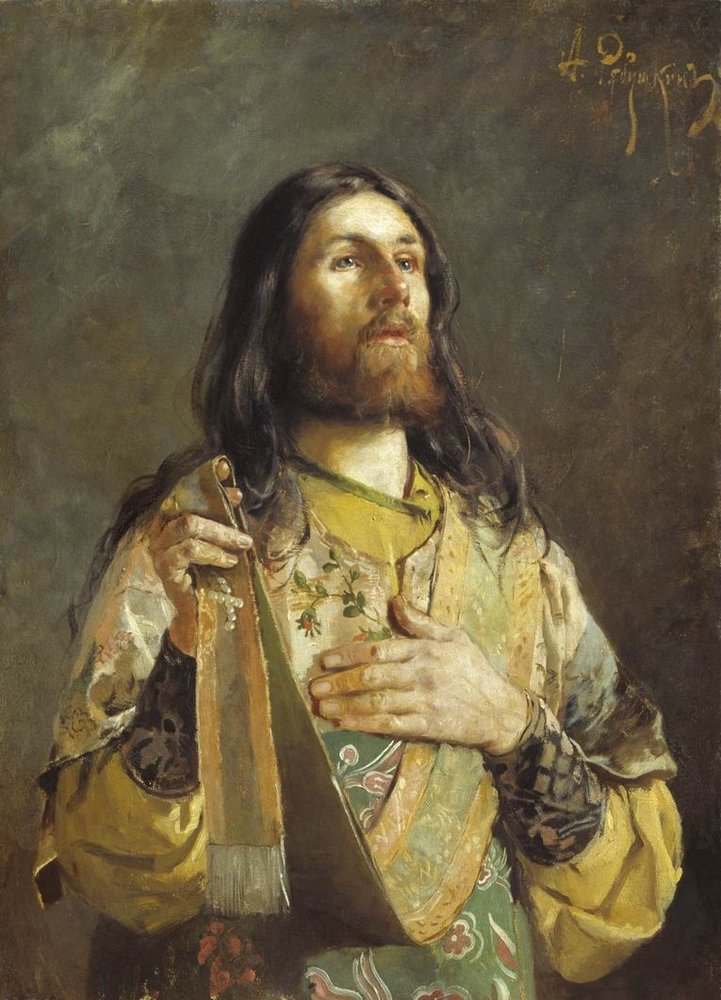
Diacre russe orthodoxe récitant une ecténie. Il tient le bout de son orarion dans la main droite et le lève à la fin de chaque supplication.

Une ecténie (du grec ancien : ἐκτενής, ektenès, « assidu, empressé ») est, dans les Églises d'Orient – Églises orthodoxes et Églises catholiques de rite byzantin – une suite de prières ou de supplications appelée généralement litanie. Le terme le plus courant pour désigner les litanies en grec moderne est συναπτή, synaptê (collecte) ; le terme ektenia est plutôt employé dans les Églises de langue liturgique slave.
Les litanies sont normalement chantées par un diacre ; le chœur chante les répons. Après chaque supplication, l'officiant élève le bout de son orarion comme signal aux fidèles d'élever leurs cœurs et leurs voix dans la prière. Dans certains cas, un prêtre peut remplacer le diacre. Souvent, durant les litanies, l'officiant peut prononcer des prières silencieuses devant l'autel. La dernière supplication d'une litanie s'adresse très souvent à la Theotokos (la Mère de Dieu). Après la dernière prière de la litanie, l'officiant prononce une ecphonèse qui résume les supplications des fidèles et il conclut par une doxologie glorifiant la Sainte Trinité.
Lorsqu'aucun prêtre n'est présent, les litanies ne sont pas dites ; un lecteur les remplace en prononçant : « Seigneur, prends pitié », trois, douze ou quarante fois selon la litanie remplacée. 

## Principales litanies
- Grande litanie (grec : Συναπτή μεγάλη, Synaptê Megalê ; slavon d'église : Ектенїѧ Великаѧ, Ekteniya Velikaya), ainsi dénommée à cause de sa longueur et aussi pour son importance, introduisant les services majeurs tels que la Divine Liturgie, l'Orthros, les Vêpres, le Baptême, la Sanctification de l'eau. Cette ecténie est aussi appelée "Litanie de la Paix" (grec : Εἰρηνικά, Eirênika ; slavon d'église : Мирнаѧ Ектенїѧ, Mirnaya Ekteniya), selon la première pétition : « Dans la paix, prions le Seigneur. »
- Litanie de demandes, ainsi nommée parce que la plupart des pétitions se conclut par la demande du prêtre : « … demandons au Seigneur », à quoi le chœur répond : « Accorde-le, Seigneur. »
- Litanie de Fervente Supplication (slavon d'église : Ектенїѧ Сугубаѧ Ekteniya Sugubaya) appelée aussi Litanie impétratoire, Litanie augmentée ou Litanie fervente. Cette litanie est remarquable par sa ferveur particulière ; ainsi le chœur répond trois fois « Seigneur, prends pitié ». Lors de la Divine Liturgie, cette litanie peut être augmentée de pétitions supplémentaires à la convenance du prêtre.
- Petite Litanie (grec : Αἴτησις, Aitêsis ou Μικρὴ Συναπτή, Mikrê Synaptê ; slavon d'église : Ектенїѧ Малаѧ, Ektenia Malaya). Elle est ainsi appelée à cause de sa brièveté : elle ne contient que trois pétitions.  Elle sert souvent de lien entre diverses parties de la liturgie.
- Litanie des Catéchumènes (slavon d'église : Ектенїѧ о Оглашенныхъ, Ekteniya o Oglashennuikh). Lors de la Divine Liturgie, cette litanie clôt usuellement la partie du service autorisée aux catéchumènes. Elle est composée de plusieurs pétitions en faveur des fidèles qui se préparent au baptême et se termine par un congédiement des catéchumènes. Autrefois, elle se concluait aussi par la fermeture du sanctuaire à tous sauf aux fidèles en règle.
- Litanie des Fidèles. Lors de la Divine Liturgie, il y a deux Litanies des Fidèles. La première congédie les catéchumènes, la seconde prépare les fidèles à la communion. La Litanie des Fidèles est particulière en ce que le diacre s'exclame « Sagesse ! » avant que le prêtre prononce l'ecphonèse.
- Litanies spéciales : ce sont des litanies qui ne sont dites qu'à des occasions particulières. Elles prennent généralement la forme de pétitions supplémentaires ajoutées à la Grande Litanie (telles qu'au baptême, ou à la prière à genoux à la veille de Pentecôte. Il y a aussi des litanies particulières à certains services (tels que le Requiem ou l'Onction).

Lors de la Liturgie des Saints Dons présanctifiés, on prononce la plupart des litanies de la Divine Liturgie, mais certaines sont modifiées pour l'occasion. Une litanie particulière est l'Ecténie pour Ceux qui se préparent à l'Illumination (c'est-à-dire pour les catéchumènes en fin de préparation pour le baptême pascal).
Il y a également une forme particulière de litanie appelée Litie (grec : Λιτή, Litê, procession des vêpres ; slavon d'église : Литїѧ, Litiya), chantée lors des Grandes Vêpres. Elle comporte plusieurs longues pétitions, mentionnant les noms de nombreux saints, auxquelles le chœur répond : « Seigneur, prends pitié » quarante fois (dans les monastères) ou douze fois (dans l'usage commun en paroisse).